# Autogestiunea muncitorilor
Autogestiunea muncitorilor sau autoconducerea muncitorilor sau autogestiunea socialistă este o formă de management organizațional bazată pe procese de lucru care se autoconduc din partea forței de muncă a unei organizații. Autogestiunea este o caracteristică definitorie a socialismului, propunerile de autogestionare au apărut de mai multe ori de-a lungul istoriei mișcării socialiste, susținute în mod variat de socialiști democrați, libertari și de piață, precum și de anarhiști și comuniști.
Există multe variante ale autogestiunii. În unele variante, toți membrii muncitori gestionează întreprinderea direct prin adunări, în timp ce în alte forme muncitorești exercită funcții de conducere în mod indirect prin alegerea unor șefi specialiști. Autogestiunea poate include supravegherea muncitorilor și supravegherea unei organizații de către organisme alese, alegerea șefilor specializați sau administrația auto-condusă fără niciun șef specializat. Obiectivele autogestionării sunt de a îmbunătăți performanța prin acordarea lucrătorilor de o mai mare autonomie în operațiunile lor zilnice, creșterea moralului, reducerea înstrăinării și eliminarea exploatării atunci când este asociat cu proprietatea angajaților.
O întreprindere care este autogestionată este denumită firmă administrată de forța de muncă. Autogestiunea se referă la drepturile de control în cadrul unei organizații productive, fiind distinctă de situațiile legate de proprietate și de tipul de sistem economic care operează organizația. Autogestiunea unei organizații poate coincide cu proprietatea angajaților respectivei organizații, dar autogestionarea poate exista și în contextul organizațiilor aflate în proprietate publică și, într-o măsură limitată, în cadrul companiilor private, sub formă de co-determinare și reprezentare a lucrătorilor în cadrul consiliu de administrație.